# Óvalo 3Ws
El Óvalo 3Ws (en inglés: 3Ws Oval) es un campo de críquet localizdo en la entrada del Campus de la Universidad de las Indias Occidentales en Barbados. Sobre todo es conocido por la escultura en forma de tres grandes ventanillas que se destacan elevadas en la pendiente sobre el campo. El Óvalo 3Ws fue una de las sedes de calentamiento para la final de la Copa del Mundo de críquet de 2007, que se jugó en el cercano estadio Óvalo de Kensington. El 3Ws ha experimentado una enorme remodelación durante los últimos cuatro años para cumplir con los estándares ICC.